# Chrysobothris igniventris
Chrysobothris igniventris ist ein Käfer aus der Familie der Prachtkäfer. Die Gattung Chrysobothris ist in Europa mit neun Arten, in Mitteleuropa mit vier Arten vertreten. Bei der Erstbeschreibung wurde Chrysobothris igniventris hauptsächlich wegen farblicher Unterschiede als Ostrasse von Chrysobothris solieri abgetrennt. Später wurden weitere Merkmalsunterschiede gefunden und Chrysobothtris igniventris zur Art hochgestuft. Neuere Untersuchungen von Übergangsformen in Bayern stellen jedoch in Frage, ob die Einstufung als Art gerechtfertigt ist.
Der Käfer wird in der Roten Liste gefährdeter Tiere Deutschlands unter der Kategorie eins (vom Aussterben bedroht) geführt. In den meisten Bundesländern und in der Schweiz kommt er nicht vor.

## Bemerkungen zum Namen
Chrysobothris igniventris wurde erstmals 1895 von Reitter mit der noch heute gültigen Gattungszuordnung beschrieben. Die Beschreibung erfolgte in Form eines Bestimmungsschlüssels. Reitter grenzte darin die Merkmale Unterseite grün oder grünblau, sehr glänzend, die Seiten purpurrot, auf den Bauchsegmenten mit purpurgoldner dreieckiger, stets scharf abgegrenzter Färbung … bei igniventris gegen Bauch einförmig kupferfarben bei solieri ab. So erklärt sich der Artname ignivēntris aus lat. „ígnis“ für „Feuer“ und „vénter“ für „Bauch“. Dem wissenschaftlichen Namen der Gattung Chrysobothris (von altgr. χρῡσός „chrysós“ für „Gold“ und βόθρος „bóthros“ für „Grube“) entspricht der deutsche Gattungsname Goldgruben-Prachtkäfer.
|                                                                             |
| Abb. 1: Weibchen, verschiedene Ansichten                                    |
|                                                                             |
| Abb. 2: Ausschnitt Flügeldecke 2. Rippe (blau) und 3. Rippe (rot) punktiert |

## Eigenschaften des Käfers
Die Länge des Käfers schwankt zwischen 6,5 und 11,5 Millimetern. Der Käfer hat die typische Kahnform der Prachtkäfer, dabei ist er relativ flach. Die Oberseite ist dunkel kupferfarben und glänzend, Kopf und Brustschild wenig heller.
Der Kopf ist von oben gesehen deutlich breiter als lang. Die Vertiefungen, in die die Fühler eingelenkt sind (Fühlerhöhlen) tragen auf der Vorderseite ein Zähnchen. Die elfgliedrigen Fühler sind ab dem fünften Glied nach innen erweitert (gesägt). Das erste und dritte Fühlerglied sind außergewöhnlich lang, das zweite sehr kurz.
Die Augen sind auf der Stirn einander genähert.
Der Halsschild ist knapp doppelt so breit wie lang. Er ist seitlich nur wenig konvex, an der Basis an beiden Seiten konkav und deutlich schmäler als die Flügeldecken.
Die Flügeldecken sind im hinteren Drittel am Außenrand zur Spitze hin fein gezähnelt. Sie tragen mehrere Rippen. Diese sind nur schwach ausgebildet, die Zwischenräume gleichmäßig punktiert, nicht wie bei der Art Chrysobothris chrysostigma quer gerunzelt. Auf jeder Flügeldecke befinden sich hintereinander drei große, flache, goldgrün bis messingfarben glänzende Gruben. Die vorderste liegt nahe dem Halsschild und ist am wenigsten auffällig. Der mittlere und die hintere sind relativ breit, so dass sie sowohl über die zweite als auch über die dritte Rippe hinausgehen und insgesamt nicht schmäler als zwei Zwischenräume sind (Abb. 2). Diese Eigenschaft teilt die Art innerhalb der europäischen Vertreter der Gattung nur mit Chrysobothris solieri.
Die Schenkel sind kräftig, die stark entwickelten Vorderschenkel tragen nach vorn einen stumpfen Zahn. Die Tarsen sind alle fünfgliedrig (Tarsenformel 5-5-5). Das zweite bis vierte Tarsenglied ist gelappt, die Krallen sind ungezähnt.
Die stark metallisch glänzende Unterseite ist grün oder grünblau, die Seiten auf den Bauchsegmenten von scharf dreieckig abgegrenzter purpurgoldener Färbung. Die graue Behaarung ist an den Seiten dichter.
Das letzte Unterleibsegment (Analsegment) ist beim Weibchen am Hinterrand dreispitzig, die seitlichen Zähne lang und dornförmig, im Unterschied zu Chrysobothris solieri nahezu parallel verlaufend. Das in der Mitte liegende Kielzähnchen ist kürzer und scharfeckig. Beim Männchen ist das Analsegment tief ausgerandet. Die Ecken des Ausschnitts sind spitz ausgezogen. In beiden Geschlechtern sind die Seiten des Analsegments, anders als bei Chrysobothris solieri, ohne Längsrunzeln.

## Biologie
Das Auftreten des Käfers ist jahreszeitlich relativ beschränkt, man findet ihn im Juli und August. Die Art entwickelt sich in Kiefern. Befallen werden ungefähr drei Zentimeter dicke sonnenbeschienene Äste. Aus Tschechien wird auch der Befall von über zehn Zentimeter dicken Ästen im Kronenbereich gemeldet. Die Entwicklung ist zweijährig. Die Art wird der ökologischen Gruppe der Lebendholzbesiedler zugerechnet. Die Besiedlung erfolgt abhängig von der Holzfeuchte noch bis ungefähr ein Jahr nach Absterben des befallenen Pflanzenteils. In Bayern wird die Art als Zeigerart für autochthone Kiefernstandorte eingestuft, die in sekundären Kiefernwäldern fehlen. Als Grund wird die niedrigere Temperatur und die höhere Feuchtigkeit in Kieferforsten vermutet.
Aus Polen werden auch Abies alba and Pseudotsuga taxifolia als Wirtspflanzen für Chrysobothris igniventris gemeldet.

## Verbreitung
Es handelt sich bei Chrysobothris igniventris um eine Art mit östlichem Verbreitungsschwerpunkt. Die westliche Verbreitungsgrenze liegt in Italien. Außerdem ist der Käfer aus Deutschland, Österreich, Tschechien, der Slowakei, Ungarn, Polen und der Ukraine gemeldet. Es liegen auch Fundmeldungen aus Rumänien vor und im Katalog der Prachtkäfer Bulgariens ist die Art ebenfalls in einer Verbreitungskarte eingezeichnet. Die Vorkommen sind jedoch jeweils stark lokal begrenzt (Karten von Tschechien und Bulgarien).